# 川勝陽一
川勝 陽一（かわかつ よういち、1959年 - ）は、日本の音楽プロデューサー、編曲家、作曲家、キーボーディスト兼ピアニスト、シンセサイザーオペレーター。神奈川県生まれ。
容姿に伴ったキーボードの演奏は豪快且つ繊細で、ハードロック・ブルース・バラード系ジャズその他幅広いジャンルの演奏テクニックを有する。←横浜市歌ブルースバージョンを要参照

## 略歴
- 1980年、横浜のギタリスト、陳信揮バンドにてプロデビュー。
- 1983年以降、中原めいこ、麻倉未稀、沢田知可子、中山美穂、雪村いづみなど多くのレコーディング、ツアーサポートを勤めた。
- 1993年、ティナ・アリーナ、チャカ・カーンらのジャパン・ツアーにキーボード奏者として参加。
- 1995年からつのだ☆ひろの音楽プロデューサーを務める他、ANAエアチャンネルやBAYレーベルのプロデュース、自己のレーベルKAWAPPI Recoadsを主催。
- 1996年、中村裕介率いるF.E.N.に参加し、アルバムを2枚リリース。
- 1998年、F.E.N.はエディ藩、加部正義、吉野大作らと「Born in Blues City」を制作（F.E.N.時代のクレジットは“川勝陽明”）。
- 1999年からはブルースシティ・ヨコハマを主宰。数多くのライブイベントを開催し、若手ミュージシャンの育成・支援活動に力を注ぐ。
- 2002年、中村裕介率いるROXVOXに参加し、アルバム「VOX」を発売。
- 2004年、エディ藩＆ROXVOXのアルバム「Another Better Day」を制作。